# أبو عزيز (قرية)
قرية أبو عزيز  هي إحدي القرى التابعة لمركز مطاي بمحافظة المنيا في جمهورية مصر العربية. حسب إحصاءات سنة 2006، بلغ إجمالي السكان في أبو عزيز 12606 نسمة، منهم 6496 رجل و6110 امرأة.